# 篠田有徳
篠田 有徳（しのだ ゆうとく、1880年12月26日 - 1945年12月12日）は、日本の政治家。衆議院議員（1期）。

## 経歴
千葉県出身。1902年、旧制千葉県立千葉中学校卒。農業を営み、日露戦争に参加する。宗像村(現・印西市)長、千葉県会議員となる。
1930年の第17回衆議院議員総選挙において千葉2区から立憲民政党公認で立候補して当選し、衆議院議員を1期務めた。1932年の第18回衆議院議員総選挙には出馬しなかった。1945年死去。